# Franco Cucinotta
Franco Cucinotta (Novara di Sicilia; 22 de junio de 1952) es un exfutbolista italiano que jugó de delantero. Pasó toda su carrera en la Nationalliga A y durante la temporada 1976-77, fue el máximo goleador tanto de la Liga como de la Copa de Europa con el FC Zürich.
A pesar de ser italiano, es uno de los pocos futbolistas italianos que nunca jugó en Italia, pasando toda su carrera en la Liga Suiza.

## Trayectoria
Creció en Montreux, Suiza, la ciudad a la que su familia había emigrado por trabajo en 1960. Más tarde, también comenzó su carrera profesional ahí.
En 1970 debutó con Lausana en la Nationalliga A, en 1974 jugó en el FC Sion y en 1976 consiguió estar, a la edad de 24 años, en las filas del FC Zürich, que lo compró por 250000 francos.
En su primera temporada, fue el máximo goleador de la Copa de Europa junto a Gerd Müller, anotando un total de cinco goles en la competición, en la que ayudó a alcanzar las semifinales.
También terminó la campaña como máximo goleador de la Nationalliga A, con 21 tantos, marcando un total de 28 goles en todas las competiciones.
En 1978, fue al FC Chiasso por 400000 francos, luego se trasladó al FC Servette, que ganó la Copa de la Liga en 1979-80.
Desde 1981 retornó en el FC Sion, ganando la Copa Nacional en 1982, terminando su carrera en 1985.

## Clubes
| Club        | País  | Año       |
| ----------- | ----- | --------- |
| FC Lausana  | Suiza | 1970-1974 |
| FC Sion     | Suiza | 1974-1976 |
| FC Zürich   | Suiza | 1976-1978 |
| FC Chiasso  | Suiza | 1978-1979 |
| Servette FC | Suiza | 1979-1981 |
| FC Sion     | Suiza | 1981-1985 |

## Palmarés

### Títulos nacionales
| Título          | Equipo   | País  | Año       |
| --------------- | -------- | ----- | --------- |
| Copa de la Liga | Servette | Suiza | 1979-80   |
| Torneo de Copa  | Sion     | Suiza | 1981-1982 |

### Distinciones individuales
| Distinción                                        | Año     |
| ------------------------------------------------- | ------- |
| Máximo goleador de la Nationalliga A              | 1976-77 |
| Máximo goleador de la Copa de Campeones de Europa | 1976-77 |